# Börse Antwerpen
Die Börse von Antwerpen ist ein Gebäude in Antwerpen, Belgien, das 1531 als erste eigens errichtete Warenbörse der Welt eröffnet wurde. Die Royal Exchange in London wurde nach dem Vorbild der Antwerpener Börse errichtet. Die Börse wurde auch als „Mutter aller Börsen“ bezeichnet.

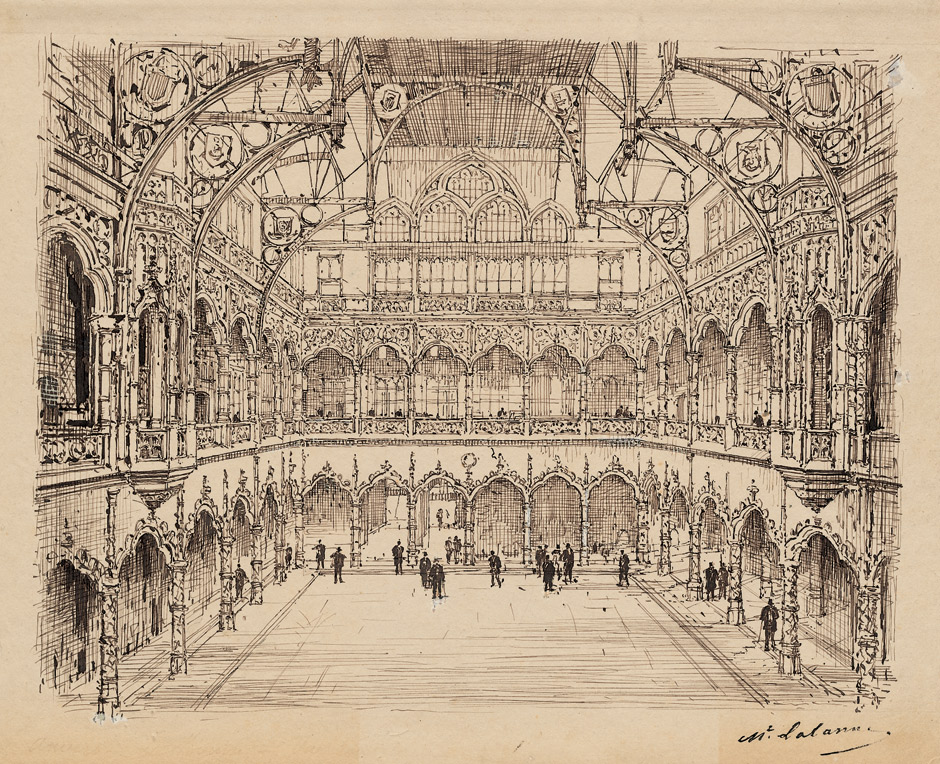
Innenraum der Börse von Antwerpen 1886

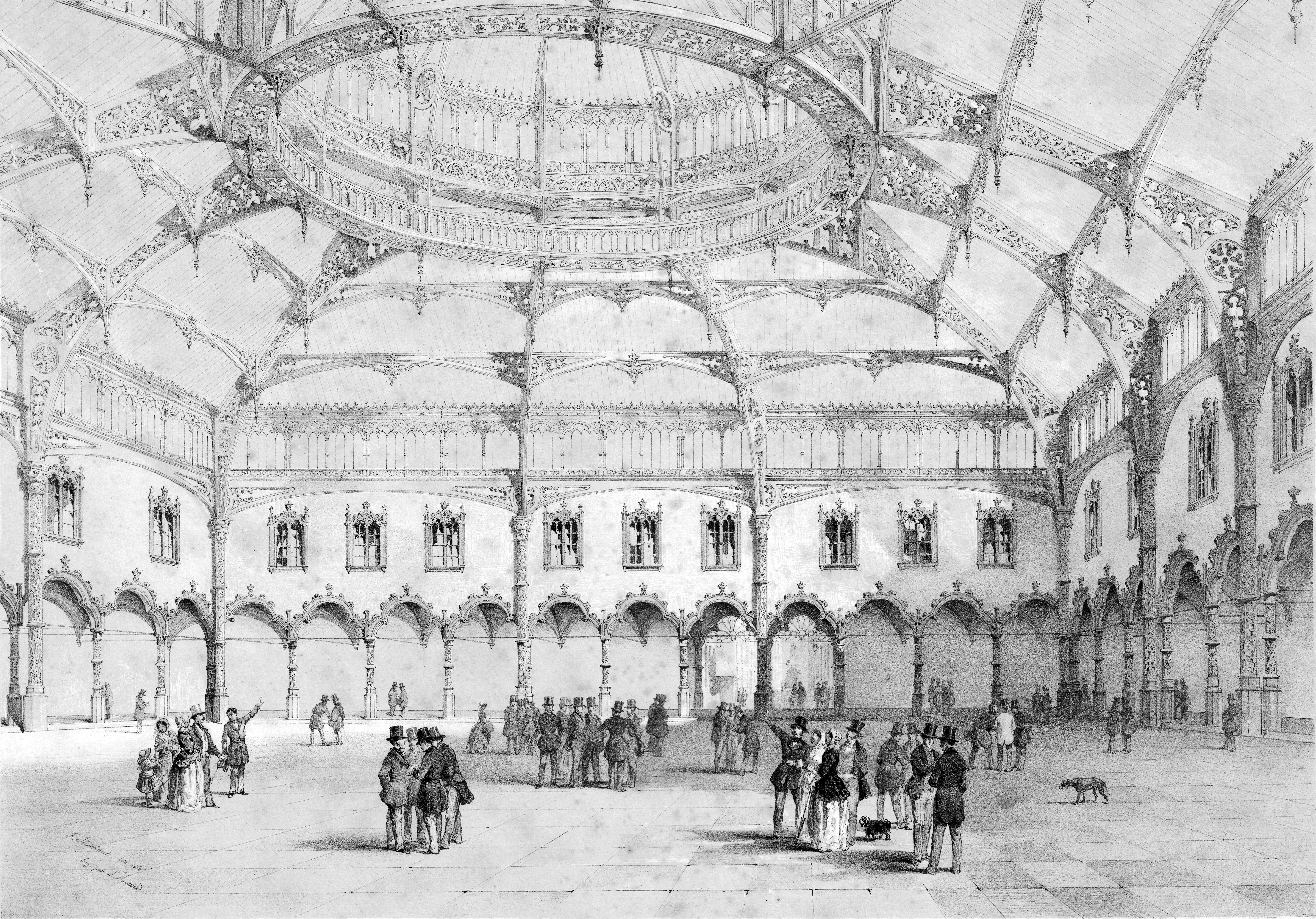
Diese Glaskuppel wurde 1853 über dem zentralen Innenhof errichtet

## Geschichte
Von 1531 bis 1661 war Antwerpen der Standort der ersten Warenbörse der Welt. Als Antwerpen die Rolle des Handelszentrums von Brügge und deren Börse Brügge übernahm, wuchs die Stadt zu einer Metropole mit über 100.000 Einwohnern heran, darunter 10.000 ausländische Kaufleute, hauptsächlich Spanier und Portugiesen.
Die Warenbörse geriet im 17. Jahrhundert nach dem Fall Antwerpens (1584–1585) in einen Niedergang, als Amsterdam Antwerpen als wichtigstes Handelszentrum der Niederlande ablöste. Nach einem Brand im Jahr 1858 wurde das Gebäude wiederaufgebaut und diente ab 1872 erneut als Börse, diesmal als echte Wertpapierbörse: die Antwerpener Börse. 1997 wurde diese Börse mit der Brüsseler Börse (heute Euronext) fusioniert, woraufhin das Gebäude erneut verlassen und vernachlässigt wurde. Nach einer umfassenden Restaurierung ist das Gebäude heute Teil eines Mehrzweck-Veranstaltungsortes, der Antwerpener Messe.